# Самир Шакер
Самир Шакер Махмуд (араб. سمير شاكر محمود‎; 28 февраля 1958, Багдад) — иракский футболист, выступавший на позиции центрального защитника.
В составе сборной Ирака принимал участие в чемпионате мира 1986 года и Олимпийских играх 1988 года.

## Карьера

### Клубная
Самир Шакер начал играть в футбол на профессиональном уровне в клубе «Салах аль-Дин» из Тикрита в 1977 году. Позднее он перешёл в армейский клуб «Аль-Джаиш», поскольку считал, что, играя в Багдаде, он будет иметь больше шансов попасть в сборную. Вернувшись в «Салах аль-Дин», стал чемпионом страны в сезоне 1982/83.
В 1986 году стал футболистом «Аль-Рашида», был капитаном команды, выиграл 3 чемпионских титула (в сезонах 1986/87, 1987/88 и 1988/88), а в сезонах 1986/87 и 1987/88 выигрывал также и Кубок Ирака. Завершил игровую карьеру в 1990 году.

### В сборной
За национальную сборную Ирака Самир Шакер играл с 1982 по 1988 год. Первым крупным турниром в составе сборной для него стал Кубок Персидского залива-1982. На чемпионате мира 1986 года принял участие в двух первых матчах, на Олимпийских играх 1988 года сыграл 1 матч.

## Тренера
В качестве наставника Шакер успешно работал в Бангладеш. Вместе с национальной сборной этой страны занимал второе место на национальной сборной на чемпионате Южной Азии, а в1999 году побеждал с ней на Южноазиатских играх в Катманду.

## Достижения

### Футболиста
- Чемпион Ирака (4): 1982/83, 1986/87, 1987/88, 1988/88
- Обладатель Кубка Ирака (2): 1986/87, 1987/88

### Тренера
- Победитель Южноазиатских игр: 1999.